# Congregação dos Cónegos Seculares de São João Evangelista
A Congregação dos Cónegos Seculares de São João Evangelista (C.S.J.E.), também chamados Cónegos Azuis (da cor do seu traje), Congregação dos Lóios (por lhes ter sido doada a Igreja de Santo Elói em Lisboa), ou ainda Cónegos de São Salvador de Vilar (do nome da sua principal casa monástica), é uma congregação religiosa católica portuguesa, essencialmente com funções de assistência e administração hospitalar. 
Foi fundada em Portugal na primeira metade do Século XV e, que segundo o cronista padre Francisco de Santa Maria, teve a primazia entre os restantes monges de hábito pelo facto de terem sido os primeiros cónegos seculares a viver em comum sem votos perpétuos; os primeiros missionários; os primeiros a receber hospitais públicos; os primeiros que compuseram vidas de santos em língua portuguesa e que uma cartilha para aprender a ler; os primeiros que instituíram irmandades do Senhor e que puseram em ordem o ofício religioso de Nossa Senhora in Sabato; os primeiros a introduzir a procissão de enterro do Senhor e da ressurreição; etc. A sua apologia prossegue depois enumerando, em vários capítulos, a grande “estimação e apreço em que os reys, príncipes, infantes e senhores grandes deste reyno tiveram sempre a nossa congregação e conegos della”.

## Fundação

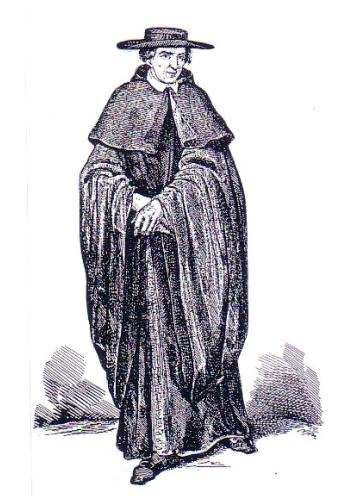
Cónego da Ordem dos Lóios.

Fundada inicialmente na igreja de Nossa Senhora dos Olivais, por volta do ano de 1420 pelas mãos do bispo Mestre João Vicente, lente em medicina na Universidade e também medico do Rei D. João I, pelo Doutor em teologia Martim Lourenço e por último por D. Afonso Nogueira que juntos decidiram consagrar-se a vida religiosa. Somente em 1425 D. Fernando da Guerra, arcebispo de Braga, cedeu o antigo mosteiro beneditino de Vilar de Frades, onde a congregação se estabeleceu.
A casa-mãe da ordem estabeleceu-se em Areias de Vilar (Vilar de Frades), Barcelos, depois de os intentos da ordem não terem recebido apoio em Lisboa e Porto, mas apenas em Braga, de D. Fernando da Guerra
Sendo reconhecido pelo papa Eugénio IV, a Congregação recebeu a constituição dos cónegos de São Jorge de Alga (Veneza, Itália) passando assim a designação de Congregação dos Cónegos de São Salvador do Vilar dos Frades. Seguindo os cânones dos referidos Cónegos de São Jorge de Alga, em Veneza, actuaram principalmente a nível assistencial e missionário, numa perspectiva reformista, antes do Concílio de Trento.
De imediato o população os denominaram como Bons homens de Vilar e depois por Cônegos azuis devido a vestimenta de cor azul que usavam.

## Ascensão
Devido ao crescimento da Congregação e aos trabalhos desenvolvidos pelos cónegos, o infante D. Pedro fez a doação da igreja e do colégio de Santo Elói de Lisboa, de onde veio designação popular de Lóios. Foi a pedido da rainha D. Isabel que mais uma vez mudaram de nome para Cónegos Seculares de São João Evangelista. No final do mesmo século já tinham fundado seis conventos nas dioceses de Braga, Lamego, Lisboa, Porto e Évora.

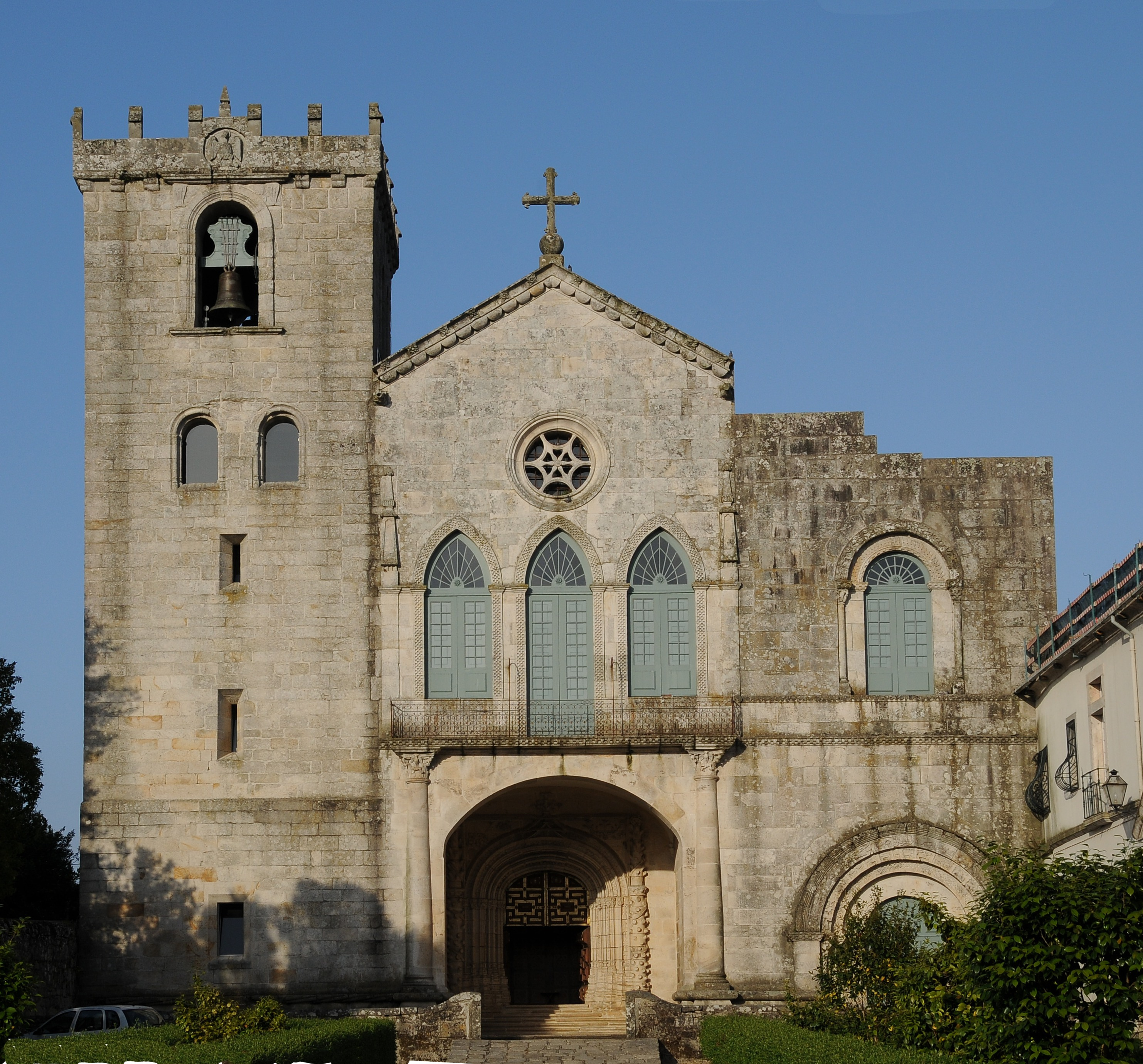
Igreja de Vilar de Frades
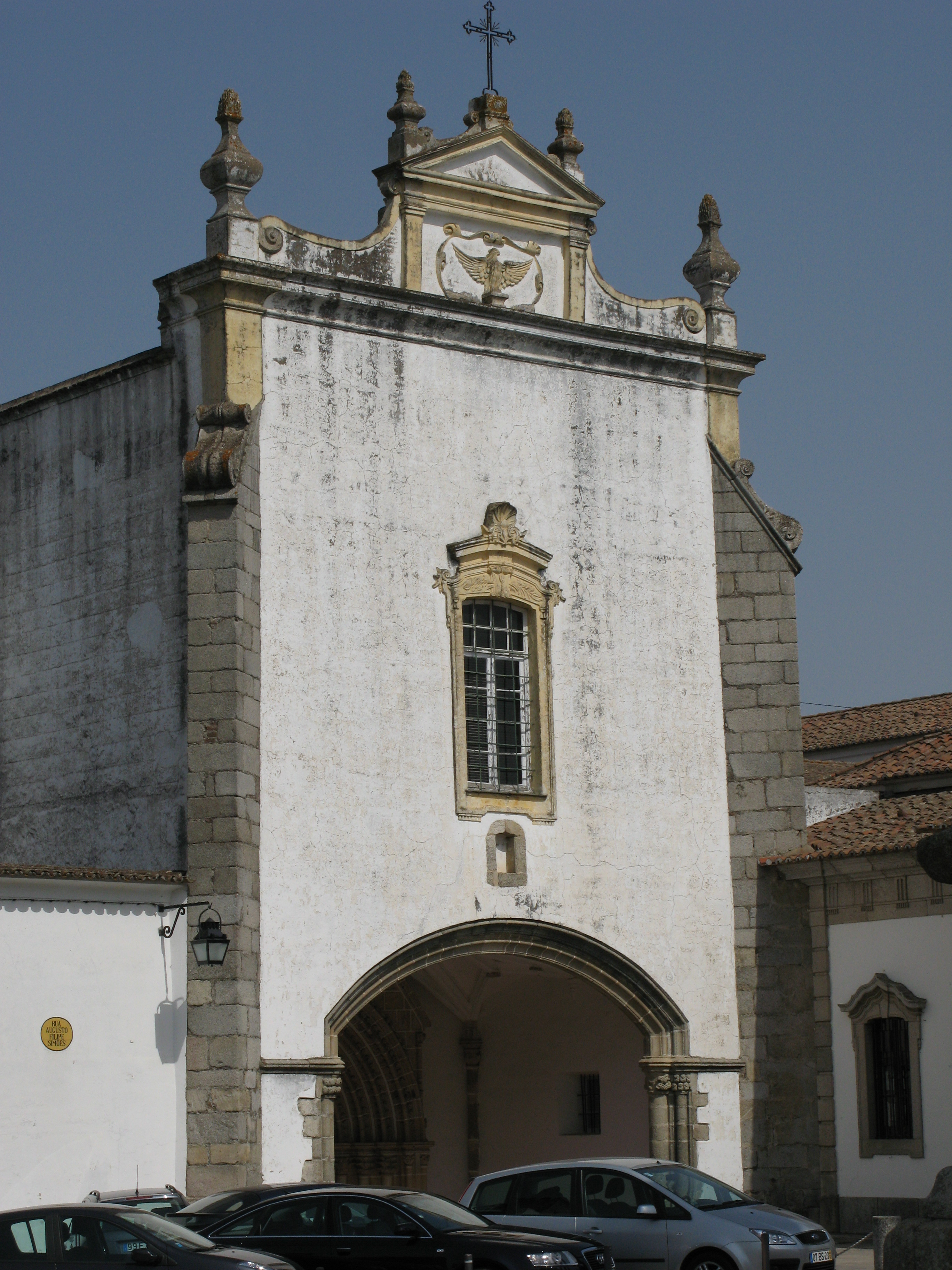
Igreja do convento de Évora
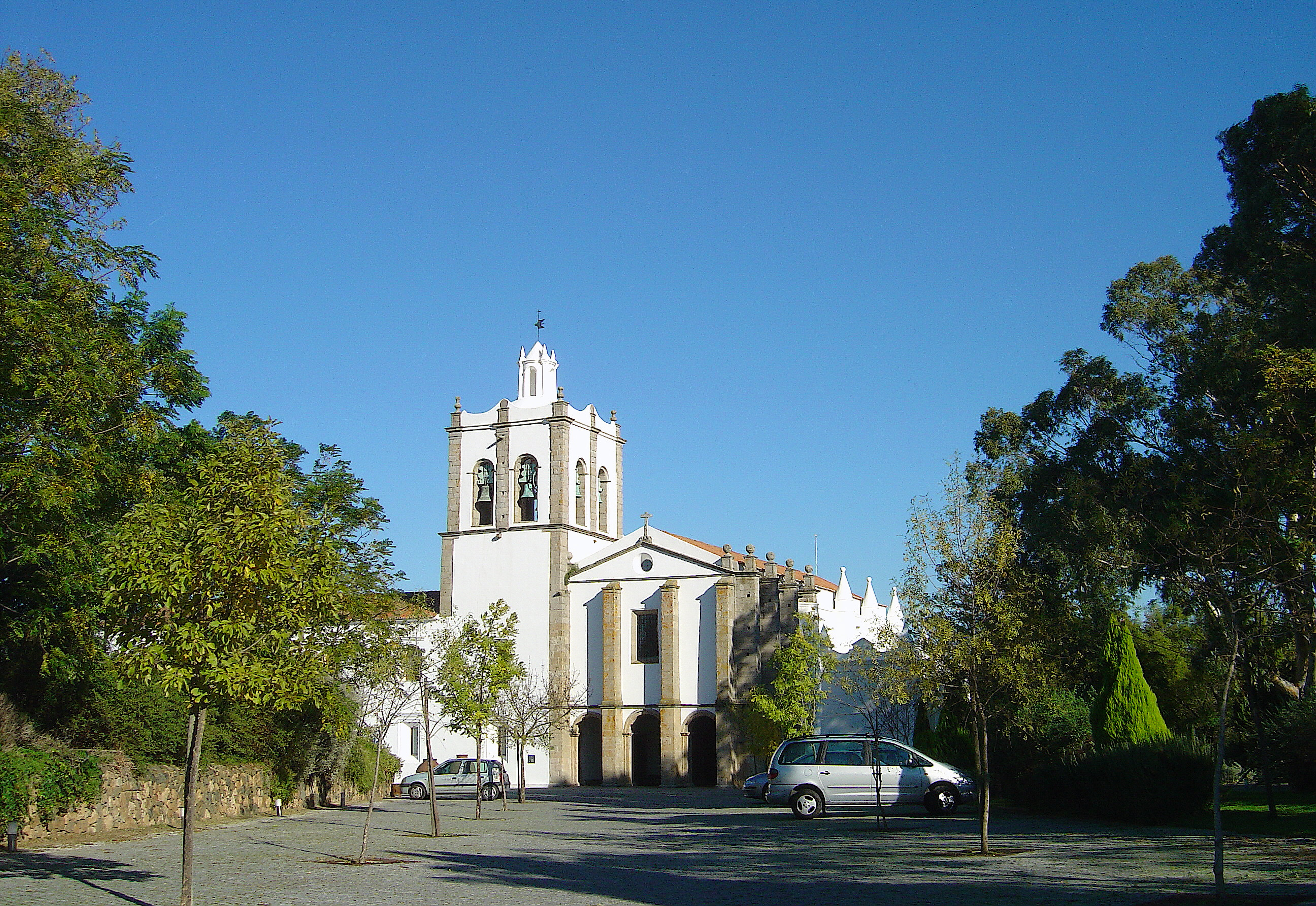
Convento dos Lóios
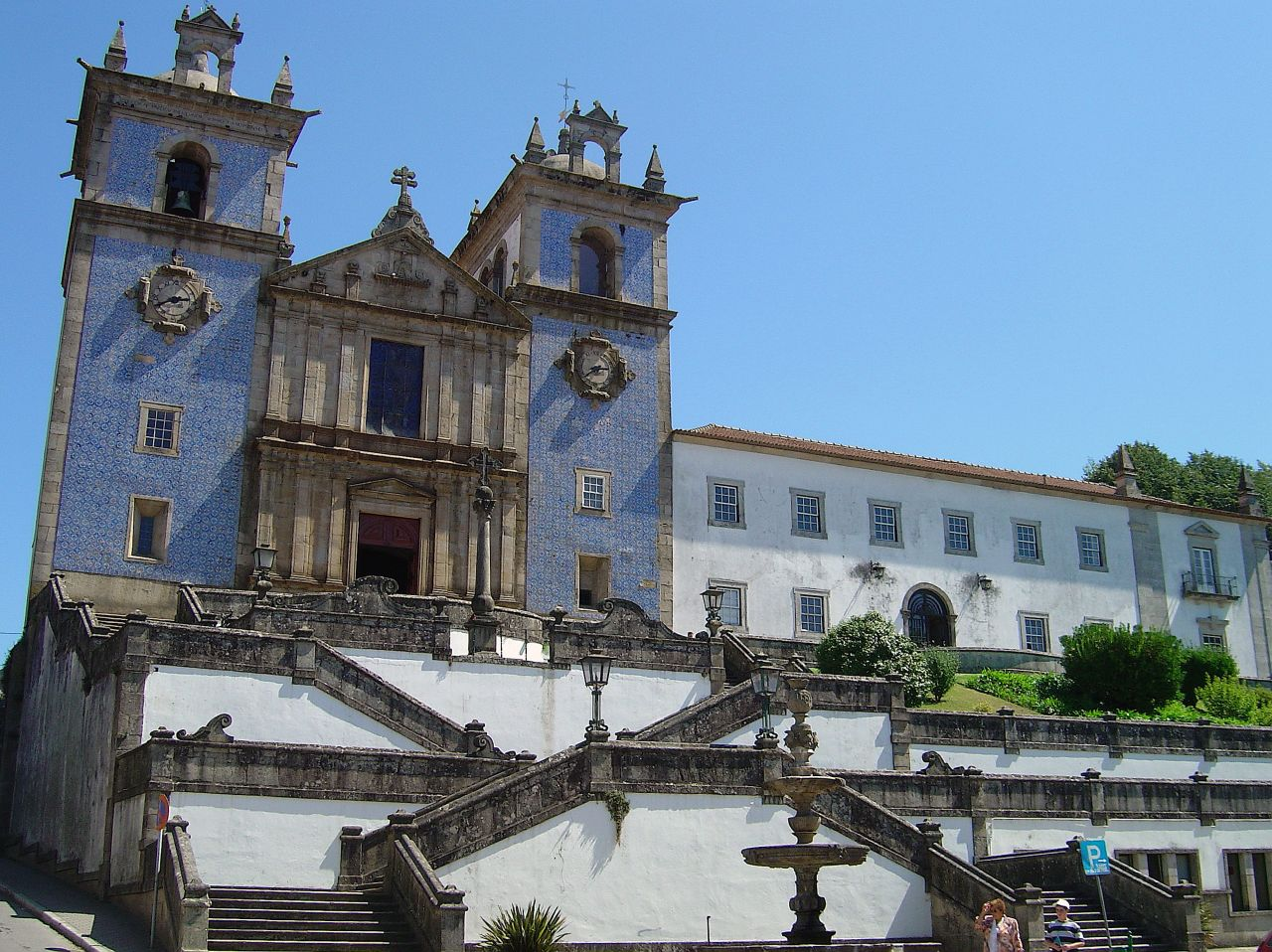
S. Maria da Feira (Aveiro)

## Virtude
Desempenharam um importante papel no auxilio a caridade e aos mais necessitados. No Reinado de João III, devido as constantes epidemias de pestes, a congregação passou a administrar alguns hospitais como o de Todos-os-Santos e Caldas
O Final da congregação se deu por volta do século XVIII onde ela acabou entrando em decadência e por fim desapareceu com a extinção das Ordens Religiosas.

## Pesquisa
A Congregação, contudo, tem sido alvo de poucos estudos aprofundados pela historiografia portuguesa, apesar do acervo documental que o justificaria. Só na Torre do Tombo existem documentos provenientes dos Conventos de São Salvador de Vilar de Frades, de Santo Elói de Lisboa, de São Bento de Xabregas, do Espírito Santo da Feira e do Colégio de São João Evangelista de Coimbra, compreendendo 92 livros e 79 maços de documentação vária.

## Cardeais Lóios
- Manuel Bento Rodrigues da Silva

## Bispos Lóios
- Afonso Nogueira
- Agostinho Ribeiro, bispo de Angra e Lamego
- Francisco de São Jerónimo
- Gregório dos Anjos

## Outras Personalidades
- Francisco de Santa Maria (padre)
- João Pinheiro Freire da Cunha
- Jorge de São Paulo
- José Ernesto de Almeida
- Simão dos Anjos de Gouveia